# 大三亚城际铁路
大三亚城际铁路是位于中国海南省三亚市、乐东县和陵水县的规划的城际铁路网络，同时也是国家发改委编制的海南现代综合交通运输体系规划中三亚市多层次轨道交通网络体系的一部分。该项目分为三条线路，其中三亚至乐东段已开工建设。计划项目总投资213亿元人民币。

## 历史
2020年，海南省发改委根据国家发改委要求编制了海南省“十四五”中央预算内投资项目清单，其中提及了大三亚城际铁路项目建设。
由国家发改委编制的海南现代综合交通运输体系规划也提及研究以海口、三亚市为核心的多层次轨道交通网络规划方案。

## 线路

### 1号线
详见：三亚至乐东公交化铁路
线路全长103km，利用海南西环铁路及海南西环高速铁路线路改造而成，自三亚站始发，终到乐东县尖峰镇岭头村的尖峰北站。全线共设置16座车站，设计最高时速160km/h。

### 2号线
线路全长93km，自三亚站始发，向东经三亚市亚龙湾，海棠湾，陵水县英州镇，新村镇，终到陵水站。拟设置13个站点，设计最高时速160km/h。预计总投资150亿元。

### 3号线
线路全长12km，自1号线红塘湾站始发，终到三亚红塘湾机场。